# 热尼帕普-杜斯维埃拉斯
热尼帕普-杜斯维埃拉斯是巴西马拉尼昂州的一个市镇。总面积1507.458平方公里，总人口14685人，人口密度9.7人/平方公里。